# Bjugn
63°45′59″N 9°48′30″Ø / 63.7663°N 9.8084°Ø
Bjugn er en tidligere kommune i Trøndelag fylke i Norge. Den grænsede i nord til Åfjord, i øst til Rissa og i vest til Ørland.
I forbindelse med regeringen Solbergs kommunereform vedtog Stortinget 8. juni 2017 at Bjugn og Ørland kommuner slås sammen fra 1. januar 2020. Den nye kommune får navnet Ørland, men med Botngård (som skifter navn til Bjugn i 2020) som administrationscenter for den nye kommune.

## Historie
- 1853 blev Ørland opdelt i Ørland og Bjugn herreder.
- 1896 blev Åfjord opdelt i Åfjord og Jøssund herreder.
- 1899 blev Bjugn opdelt i Stjørna, Bjugn og Nes herreder.
- 1964 blev herrederne Jøssund, Nes, Bjugn og nordre del av Stjørna slået sammen til Bjugn kommune.

## Seværdigheder
- Museet Mølnargården er kommunens tusenårssted.
- Øgruppen Tarva er en naturattraktion, og repræsenterer samtidig flere vigtige sider af historien om et alsidigt kystbaseret erhvervsliv.

## Bjugn i bilder
- Bjugn kirke, ved Bjugnfjorden
- Lysøysund, set nordfra
- Vallersund gård, et tidligere handelssted og fiskerihavn. Nu institution for udviklingshæmmede